# Formentera del Segura
Formentera del Segura é um município da Espanha na província de Alicante, Comunidade Valenciana. Tem 4,3 km² de área e em 2021 tinha 4 337 habitantes (densidade: 1 008,6 hab./km²).

## Demografia
| Variação demográfica do município entre 1991 e 2004 | Variação demográfica do município entre 1991 e 2004 | Variação demográfica do município entre 1991 e 2004 | Variação demográfica do município entre 1991 e 2004 |
| --------------------------------------------------- | --------------------------------------------------- | --------------------------------------------------- | --------------------------------------------------- |
| 1991                                                | 1996                                                | 2001                                                | 2004                                                |
| 2028                                                | 2112                                                | 2170                                                | 2588                                                |